# Katharina Güschen
Katharina Güschen (auch: Scheuer Tring; Scheuer Treine) (* in Schildgen; † 10. Januar 1613 in Lustheide) war Opfer der Hexenverfolgung.

## Leben
Die Tagelöhnerin Katharina Güschen aus Nittum (ältester Siedlungskern im Raum Schildgen) wurde nach ihrem ersten Mann, Johann Scheuer, auch „Scheuer Trine“ genannt. Als er 1601 starb, hinterließ er ihr einen kleinen Hof. Mit zusätzlicher Arbeit als Tagelöhnerin konnte sie sich und ihre minderjährige Tochter ernähren. In zweiter Ehe heiratete sie Dietrich Schlehbusch. Nachdem er gestorben war, ging sie die Ehe mit Jacob Hostertz ein. Dieser Mann nutzte Katharina aus. Nachdem sie bemerkte, dass er sich nur für ihren Besitz interessierte, zeigte sie ihn im Herbst 1611 beim Gericht in Odenthal an. Das wurde ihr bald zum Verhängnis.

## Hexenprozess gegen Katharina Güschen
In Odenthal leitete der Edle Degenhard von Hall aus dem nahen Schloss Strauweiler das „Patrimonialgericht“. Die Befugnis der Halsgerichtsbarkeit lag um 1600/1612 in Bensberg. Dort diente ein Schlossturm als Gefängnis, heute „Hexenturm“ genannt.
1602 wurden in Bensberg acht Frauen als Hexen verbrannt, darunter fünf aus Odenthal und eine Frau vom „Bloemengut“ aus Nittum. 1612 traf das Todesurteil Agnes Polwirth und Christina Kirschbaum sowie 1613 Katharina Güschen, alle aus Nittum.
Vom Prozess gegen Katharina Güschen berichtet ein kleiner Teil der noch überlieferten Protokolle. Zur gleichen Zeit saßen in Bensberg zwei Nachbarinnen von Katharina Güschen wegen Zauberei ein: Agnes Polwirth, die am 9. Januar 1612 als Hexe im „Hagdorn“ (heute Köln-Dellbrück) verbrannt wurde und Christina Kirschbaum, die sich weiteren Qualen der Folter entzog, indem sie sich mit der eigenen Haarschnur im Kerker erhängte. Beide Frauen „besagten“ Katharina Güschen unter der Tortur als Mit-Zauberin. Daraufhin leitete Schultheiß Gottfried Borken gegen Katharina Güschen das Verfahren ein.
Alte Besagungen von 1602 belasteten sie. Fünf der acht verbrannten Frauen hatten sie schon vor neun Jahren als Hexe besagt, worauf das Gericht damals nicht reagiert hatte. Außerdem gingen die Gerichtsherren gemäß der Hexenlehre davon aus, dass Katharina Güschen von Geburt an Hexenblut in sich gehabt hätte, weil ihre Großmutter und zwei Tanten bereits vor 1600 als Hexen hingerichtet worden waren (Akten dazu fehlen).
Wegen dieser Indizien ließ der Amtmann gegen Ende des Jahres 1611 Katharina in den Bensberger Hexenturm sperren. Beim peinlichen Verhör benutzten einige Nachbarn Katharina als Sündenbock: ihr wurde die Schuld an mehreren Unfällen und Krankheiten zugeschrieben: Es hieß, sie habe dem Bäcker Johann ein Kalb tot gezaubert und einen Freier bis zur Tollwut verliebt gemacht. Zu Rothbroich in Siegbarths Haus habe sie der Frau Gottharts einen Trunk Wein gegeben, worauf diese dick geworden sei und gefürchtet habe zu platzen. Sie sei davon lange krank gewesen, bis Wilhelm von Köln sie entzauberte. Die erstellten Befragungsprotokolle schickte das Gericht ordnungsgemäß zur Beratung an das Düsseldorfer Obergericht. Daraufhin empfahl die Landesregierung dem Schultheiß, Katharina die Zeugenaussagen vorzulesen und unter Androhung von Folter bestätigen zu lassen. Sie bestritt alle 18 Vorwürfe.
Dann entschlossen sich die Bensberger Schöffen zur Geständniserzwingung. Die Inhaftierte brach beim Anblick der Folterwerkzeuge in der Marterkammer zusammen, verweigerte aber dennoch die erwünschten Antworten. Dann wandten die Schöffen bei ihr alle Grade der Tortur aufs Schärfste an. Schließlich gestand sie nach mehrfacher, grausamster Folter die angeblichen Vergehen: der Teufel sei ihr Liebhaber, sie habe mehrfach auf der Nittumer Heide am Hexentanz teilgenommen und ihre eigenen Kinder zu Tode gezaubert.
Wieder im Kerker, versuchte sie sich aus Angst vor weiteren Folterungen und der bevorstehenden Verbrennung im Verlies mit ihrem Halstuch umzubringen. Dies misslang. Um einen Selbstmord zu verhindern, mussten drei Männer sie ständig bewachen. Am 15. September 1612 lautete das Schöffenurteil, „daß es mit gedachter Scheuer Treine wie mit der unlängst verurtheilter Polwirts gehalten, daß sie durch das Fewer (Feuer) vom Leben zum Thodt gebracht werden“ sollte. Nach über einjähriger Haft im Bensberger Hexenturm und fast vier Monate nach dem Urteil wurde sie am 10. Januar 1613 „am Steinenbrückchen“ unweit von Bensberg-Lustheide hingerichtet: auf ihren besonderen Wunsch hin „gnadenweise“ erst erdrosselt und ihre Leiche dann verbrannt.

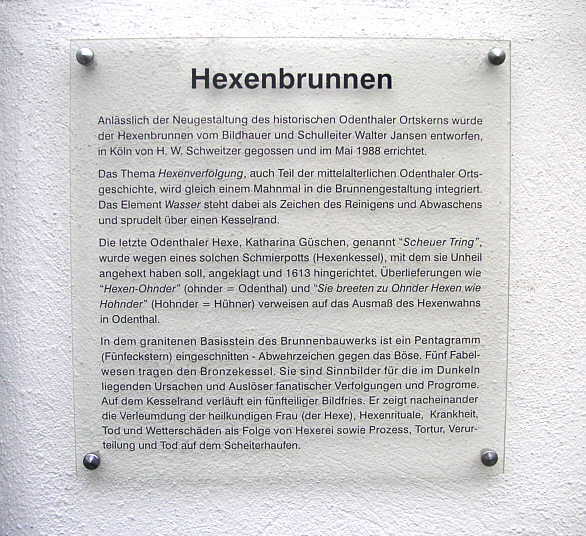
Odenthal. Tafel am Hexenbrunnen

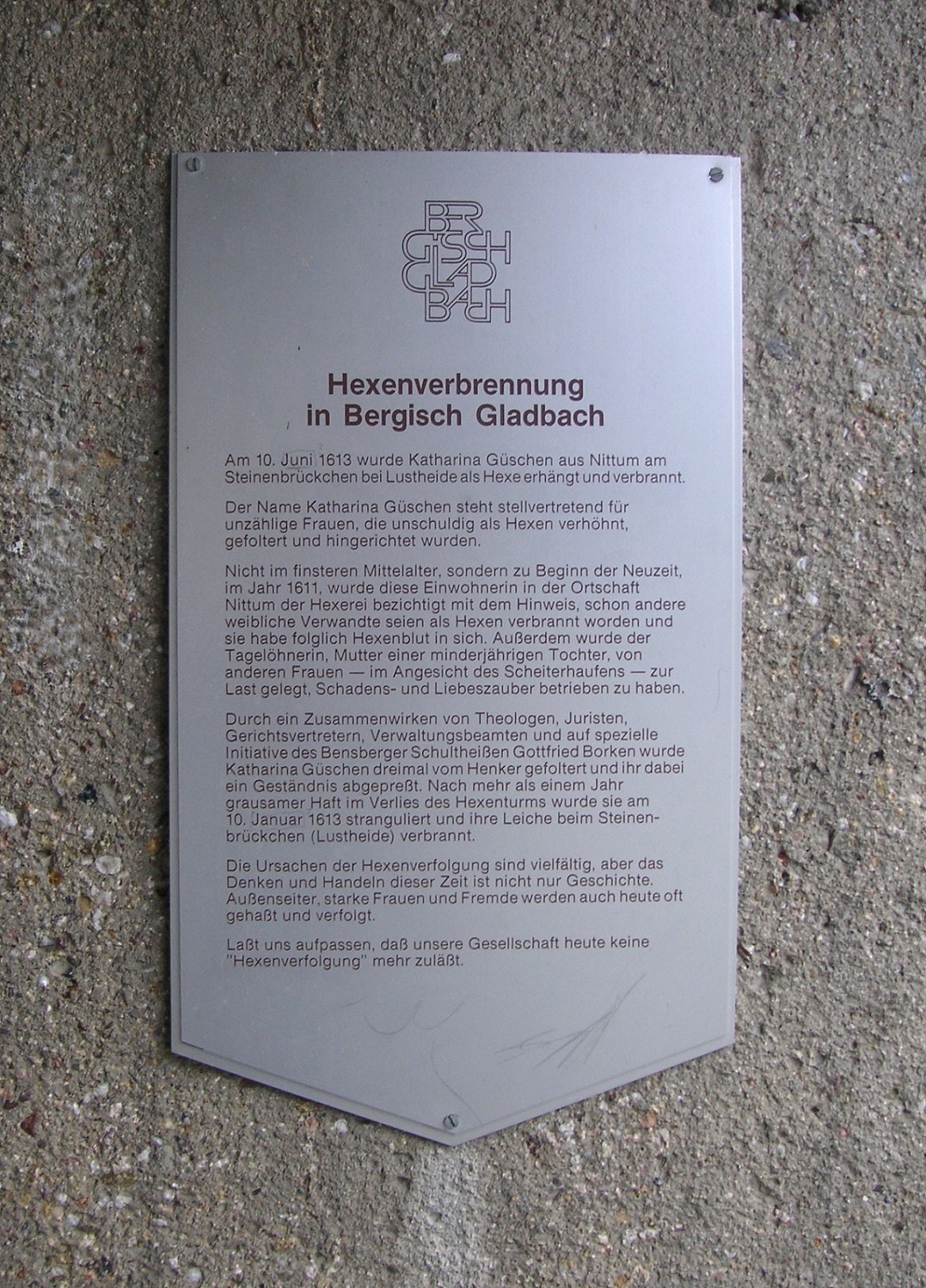
Bensberg Rathaus. Tafel für Opfer der Hexenprozesse

## Gedenken
In Bensberg und in Odenthal gibt es Gedenktafeln für die elf zum Tode verurteilten Frauen. 
- Im Ortsteil Bensberg von Bergisch Gladbach befindet sich am Rathaus am Wilhelm-Wagener-Platz eine Gedenktafel zur Erinnerung an die Hexenprozesse.
- In Odenthal befinden sich hinter dem Rathaus mit der Wetterhexe und der Pfarrkirche St. Pankratius einen Brunnen und eine Gedenktafel zur Erinnerung an die Hexenprozesse. Der Hexenbrunnen wurde 1988 von dem Bildhauer Walter Jansen geschaffen. Der Künstler bezog sich auf das Schicksal von Katharina Güschen.
- Straßenbenennung Katharina-Güschen-Weg, 51429 Bergisch Gladbach.